# Élections législatives libyennes de 1960
Des élections législatives ont eu lieu en Libye pour élire la Chambre des représentants le 17 janvier 1960.

## Déroulement
Le pays a été divisé en 55 circonscriptions pour les élections. La majorité des circonscriptions ont été contestées par deux candidats ou plus, bien que les partis politiques étant interdits à l'époque, tous les candidats étaient indépendants. C'était la première élection au cours de laquelle le vote secret était utilisé à l'échelle nationale, car auparavant il avait été confiné aux zones urbaines.

## Résultats
Le Premier ministre Abdul Majid Kubar et tous les autres ministres ont été réélus, mais le président du Parlement Salim al-Qadi a perdu son siège. À la suite des élections, al-Qadi a été nommé ministre de l'Éducation, en remplacement de Bubakir Naama, qui est devenu gouverneur de Tripolitaine. Ahmed al-Hasairi a remplacé Ibrahim Bin Shaban au poste de ministre de la Défense, tandis que Ben Shaban a été nommé "ambassadeur en général". Le ministre de l'Économie Rajab Bin Katu est devenu ministre de la Santé, échangeant des portefeuilles avec Mohammed Bin Othman Abd al-Hamid Daibani est resté ministre de la Justice, Nasr al-Kizza est resté ministre des Communications et Wahbi al-Bouri est resté ministre d'État.